# Chiesa di San Pietro (Petrognano)
La chiesa di San Pietro a Petrognano si trova nei pressi dell'abitato di Petrognano, frazione del comune di Barberino Val d'Elsa, in provincia di Firenze, diocesi della medesima città.

## Storia
L'edificio era già esistente agli inizi del XIII secolo.
Nel corso del XVI secolo venne annesso alla pieve di San Giovanni Battista in Jerusalem, poco distante: questo comportò una decadenza prima cultuale e in seguito architettonica, tale da rendere necessari interventi di restauro effettuati in epoche anche recenti.
A pianta regolare, priva di abside, questo edificio è realizzato prevalentemente con pietre non ben squadrate, né allineate, tra le quali sono inseriti molti mattoni.
La facciata presenta un campanile a vela in posizione asimmetrica.

### Opere già in loco
- In questo edificio un tempo si trovava il cosiddetto Cristo di Petrognano o di San Donnino, opera simbolo del Museo di arte sacra di Certaldo: attualmente datato 1240 - 1245, per le sue grandi dimensioni (m 2,20 x 2,05) nessuna delle due chiesa dove è ricordato (oltre a San Pietro a Petrognano, anche San Giovanni Battista in Jerusalem da qui la denominazione anche di Cristo di San Donnino) è da considerarsi la sua collocazione originaria che a oggi resta avvolta nel mistero.
- Da questa chiesa originariamente proveniva un polittico con Madonna col Bambino e santi di Puccio di Simone, databile al sesto decennio del XIV secolo (forse 1357), oggi conservato al Museo di arte sacra di Certaldo; prima di passare alla collezione permanente del Museo, l'opera era già stata ricoverata nella pieve di San Giovanni Battista in Jerusalem a San Donnino.

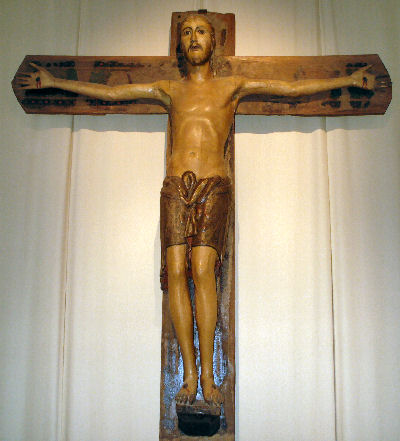
Crocifisso di Petrognano, Certaldo, Museo di arte sacra
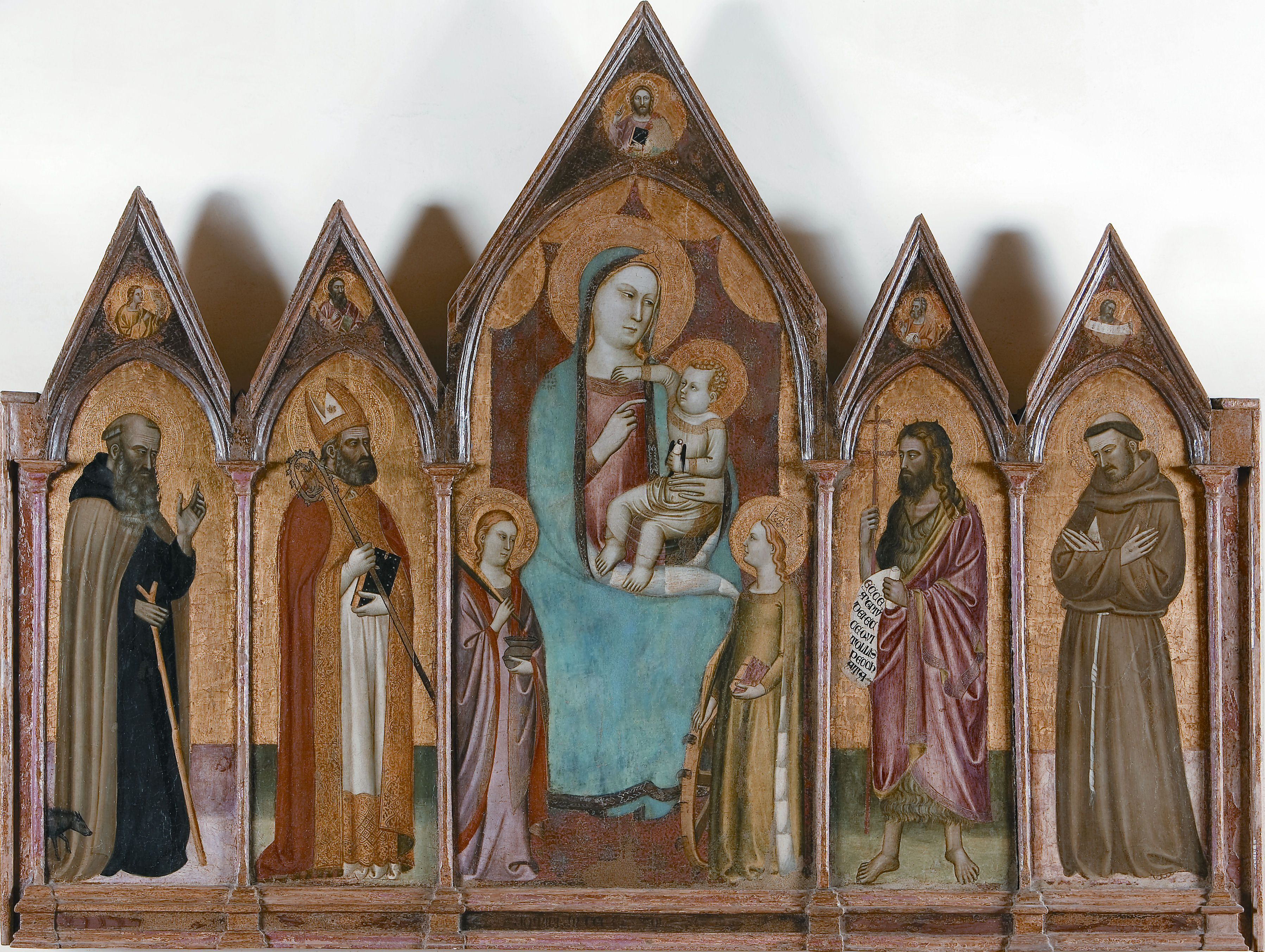
Puccio di Simone, Madonna col Bambino e santi, Certaldo, Museo di arte sacra, XIV secolo (1357?)